# Hattula Moholy-Nagy
Hattula Moholy-Nagy (Berlin, 1933 –) archeológus. Moholy-Nagy László lánya, Ann Arborban, Michiganben él.
A Párhuzamos töredékek – Családi kalendárium című 2002-es dokumentumfilmben Nagy Ervinnel szerepelt. A film Moholy-Nagy László életét örökíti meg, Dessewffy Zsuzsa rendezte. Erdélyi Zsóka vágó és Farkas Tibor operatőr dolgozott az életrajzi filmen. 
Több könyvet jelentetett meg angol nyelven, egyet 1986-ban, egy másikat 2003-ban. The artifacts of Tikal című könyvénél Coe, William R. működött közre. A 2006-os Albers and Moholy-Nagy könyv társszerzője. Hal Foster, Terence A. Senter, Nicholas Fox Weber, Michael White szerzőkkel dolgozott együtt, a Yale Egyetem adta ki 2006. július 24-én, a Bauhausról, Josef Albersről szól. 2006-ban Moholy-díjjal jutalmazták.
„Soha nem múlt el előszeretete s érdeklődése minden olyasmi iránt, ami magyar” (...) „Azt hiszem, a lelke mélyén apám mindig magyar volt. Ugyanakkor azonban felülemelkedett a nemzeti hovatartozáson” – írta Hattula Moholy-Nagy édesapjáról, aki rengeteget utazott a világban.

## Kötetei
- Moholy-Nagy László: 100 fotó; szerk. Kolta Magdolna, szöveg Hattula Moholy-Nagy, Kincses Károly; Magyar Fotográfiai Múzeum–Pelikán, Kecskemét–Bp., 1995 (A magyar fotográfia történetéből)
- Albers and Moholy-Nagy. From the Bauhaus to the New World; szerk. Achim Borchardt-Hume, tan. Moholy-Nagy Hattula et al.; Tate Publishing, London, 2006
- Hattula Moholy-Nagy–William R. Coe: The artifacts of Tikal. Ornamental and ceremonial artifacts and unworked material; University of Pennsylvania Museum of Archaeology and Anthropology, Philadelphia, 2008 (University Museum monograph) + CD-ROM
- Moholy-Nagy. The photograms. Catalogue raisonné; szerk. Renate Heyne, Floris M. Neusüss, Hattula Moholy-Nagy, szöveg Herbert Molderings, Renate Heyne; Hatje Cantz, Ostfildern, 2009
- László Moholy-Nagy. Translating utopia into action; szerk. Oliver A. I. Botar, Hattula Moholy-Nagy; Hungarian Studies Association of Canada–OSZK–Hungarian Studies Association, Toronto–Bp.–New York, 2010

## Lásd még
- Moholy-Nagy Művészeti Egyetem